# Grupa Zemlja
Grupa Zemlja je udruženje likovnih umjetnika, koje je djelovalo od 1929. do 1935. kada je rad udruženja zakonski zabranjen.
Grupa je nastala kao rezultat organiziranog i programski artikuliranog okupljanja članova i simpatizera ljevičarske orijentacije −  slikara, kipara i arhitekata. To je bilo prvo umjetničko udruženje takve vrste u Hrvatskoj,  nastalo kao reakcije na društvene događaje u svijetu i zemlji.

## Povijest udruženja
Misao o potrebi osnivanja Grupe Zemlja nastala je u kriznom i turbulentnom vremenu nakon prvog svjetskog rata 1928. Te godine izvršen je i atentat na Stjepana Radića, a također je i godina sloma njujorške burze i početka svjetske ekonomske krize. To su vremena velikih političkih i društvenih previranja, umjetnici su već prije osjetili krizu koja dolazi, pa je već postojala moda osnivanja raznih avangardnih grupa poput; futurista, konstruktivista, dadaista, bauhauzovaca. Na umjetnike iz grupe zemlja naročito su ovi posljednji imali utjecaja, jer je Zagreb, odakle je većina osnivača grupe bila, tradicionalno bio pod utjecajem iz njemačkih zemalja. Na slikarski dio grupe veliki utjecaj imao je njemački slikar George Grosz koji se zbog svog socijalnog angažmana i neobičnog likovnog izraza dopao Miroslavu Krleži, koji je imao veliki posredni utjecaj na grupu Zemlja.
Unatoč stilskoj raznolikosti izraza, zajednička nit im je bila osjetljivost na socijalne probleme, ideja humanosti i pravednosti, kao i kritika građanskog društvenog poretka, što bi trebalo izazvati društvenu revoluciju. 
Autor manifesta, arhitekt Drago Ibler (1929.) zalaže se za stvaranje nezavisnog likovnog izraza. Krsto Hegedušić kao osnovne principe Zemlje ističe borbu protiv larpurlartizma i potrebu demokratizacije umjetnosti koja treba biti dostupna širokim narodnim slojevima. Tu ideju Hegedušić i realizira u Hlebinama, počevši raditi s talentiranim seljacima, i tako na neki način utemeljuje hrvatsko naivno slikarstvo. Po idejama iskazanim u programu pripadnici grupe zastupaju jedinstvene stavove, ali njihova djela stilski su raznorodna. Organiziraju izložbe na kojima svoja angažirana djela izlažu članovi i gosti grupe Zemlja.
U svom manifestu Zemljaši kažu; Treba živjeti životom svog doba. Treba stvarati u duhu svog doba. Suvremeni život prožet je socijalnim idejama i pitanja kolektiva su dominantna. Umjetnik se ne može oteti htijenjima novoga društva i stajati izvan kolektiva. Jer je umjetnost izraz naziranja na svijet. Jer su umjetnost i život jedno.

## Članovi i gosti grupe Zemlja
- Osnivači grupe Zemlja iz 1929. bili su: Antun Augustinčić (kipar), Vinko Grdan (slikar), Krsto Hegedušić (slikar), Drago Ibler (arhitekt), Leo Junek (slikar), Frano Kršinić (kipar), Omer Mujadžić (slikar), Oton Postružnik (slikar), Kamilo Ružička (slikar) i Ivan Tabaković (slikar). Predsjednik Udruženja bio je arhitekt Drago Ibler.

- Članovi koji su se grupi Zemlja pridružili naknadno bili su: Marijan Detoni, Ivan Generalić, Željko Hegedušić, Fedor Vaić, Vilim Svečnjak, Edo Kovačević, Branka Hegedušić-Frangeš, Ernest Tomašević, Lavoslav Horvat, Stjepan Planić i Mladen Kauzlarić.

- Gosti grupe Zemlja na pojedinim izložbama bili su: Otti Berger, Petar Franjić, Drago Galić, Stjepan Gomboš, M. Gvozdanović, N. Kostić, Antun Mezdjić, Aleksander Mikloš, Franjo Mraz, Josip Pičman, Danilo Raušević, Petar Smajić, Zdenko Strižić, Radna grupa Zagreb.

## Izložbe
- I.  Izložba Udruženje umjetnika Zemlja, Zagreb, Salon Ulrich, 1929.
- II. L Association artistique "Zemlja", Paris, Galerie Billiet, 1931.
- III.Izložba Udruženje umjetnika Zemlja, Zagreb, Umjetnički paviljon, 1932.
- IV. Izložba Udruženje umjetnika Zemlja, Zagreb, Umjetnički paviljon, 1934.
- V.  Izložba Družestvo Zemlja - Zagreb i Družestvo na Noviti Hudožnici v Sofija, Sofija, Galerija Preslav, 1934.
- VI. Izložba Udruženje umjetnika Zemlja, Beograd, Umjetnički paviljon Cvijete Zuzorić, 1935.

## Vanjske poveznice
- Udruženje umjetnika Zemlja Hrvatska tehnička enciklopedija, portal hrvatske tehničke baštine. LZMK